# 아카시아 (껌)
아카시아는 해태 제과에서 생산하는 껌이다. 대한민국에서 1976년 처음 출시되었다. 2012년에 기존의 디자인을 리뉴얼하여 재출시 하였다.

## 관련 자료
2014년 6월 12일부터 31일까지 총 180만원의 상금을 건 미스 아카시아 대회를 열었다. 페이스북을 통해 진행되었다.